# Africolor
Pour plus de détails, voir Fiche technique et Distribution.
Africolor est un documentaire ayant pour sujet le festival de musique africaine à Saint-Denis, réalisé en 1998 par Yves Billon, réalisateur français dont l’œuvre prolifique s’est consacrée aux cultures afro-caribéennes, en particulier la musique.

## Synopsis
Ce documenraire relate un concert de musique malienne en Seine-Saint-Denis pendant Noël, dans le cadre du festival de musique africolor.

## Fiche technique
- Titre : Africolor
- Réalisateur : Yves Billon
- Production : Les Films du Village, TV 8 Mont Blanc, Zaradoc
- Son : Stéphane Billiau
- Montage : Gilles Dinnematin
- Langue : français
- Format : Digital Betacam
- Genre : documentaire
- Durée : 52 minutes
- Date de réalisation : 1998
- Soutiens : CNC, Fonds d'action sociale